# Jeffrey Chetcuti
Jeffrey Chetcuti (ur. 22 kwietnia 1974) – maltański piłkarz  grający na pozycji obrońcy. Od 2011 roku jest zawodnikiem klubu Qormi FC.

## Kariera klubowa
Karierę piłkarską Chetcuti rozpoczynał w klubie St. Andrews FC. W 1992 roku awansował do kadry pierwszej drużyny i wtedy też zadebiutował w niej w maltańskiej Premier League. W 1993 roku przeszedł do Valletty FC, w której występował do końca sezonu 2001/2002. Wraz z Vallettą czterokrotnie wywalczył tytuł mistrza Malty w sezonach 1996/1997, 1997/1998, 1998/1999 i 2000/2001. Zdobył też pięć Pucharów Malty (1995, 1996, 1997, 1999, 2001) i pięć Superpucharów Malty (1995, 1997, 1998, 1999, 2001).
W 2002 roku Chetcuti przeszedł do klubu Sliema Wanderers. Wraz ze Sliemą trzykrotnie zostawał mistrzem kraju w sezonach 2002/2003, 2003/2004 i 2004/2005. Dwukrotnie zdobywał puchar kraju (2004, 2009). W latach 2009–2011 grał w klubie Vittoriosa Stars, a następnie latem 2011 przeszedł do Qormi FC.
| Sezon   | Klub             | Kraj  | Rozgrywki      | Mecze | Bramki |
| ------- | ---------------- | ----- | -------------- | ----- | ------ |
| 1992/93 | St. Andrews FC   | Malta | Premier League | 18    | 1      |
| 1993/94 | Valletta FC      | Malta | Premier League | 18    | 1      |
| 1994/95 | Valletta FC      | Malta | Premier League | 16    | 2      |
| 1995/96 | Valletta FC      | Malta | Premier League | 18    | 0      |
| 1996/97 | Valletta FC      | Malta | Premier League | 26    | 2      |
| 1997/98 | Valletta FC      | Malta | Premier League | 22    | 0      |
| 1998/99 | Valletta FC      | Malta | Premier League | 21    | 2      |
| 1999/00 | Valletta FC      | Malta | Premier League | 21    | 0      |
| 2000/01 | Valletta FC      | Malta | Premier League | 26    | 0      |
| 2001/02 | Valletta FC      | Malta | Premier League | 26    | 0      |
| 2002/03 | Sliema Wanderers | Malta | Premier League | 23    | 1      |
| 2003/04 | Sliema Wanderers | Malta | Premier League | 26    | 0      |
| 2004/05 | Sliema Wanderers | Malta | Premier League | 25    | 0      |
| 2005/06 | Sliema Wanderers | Malta | Premier League | 23    | 0      |
| 2006/07 | Sliema Wanderers | Malta | Premier League | 25    | 1      |
| 2007/08 | Sliema Wanderers | Malta | Premier League | 20    | 0      |
| 2008/09 | Sliema Wanderers | Malta | Premier League | 25    | 0      |
| 2009/10 | Vittoriosa Stars | Malta | First Division | 1     | 0      |
| 2010/11 | Vittoriosa Stars | Malta | Premier League | 21    | 0      |
| 2011/12 | Qormi FC         | Malta | Premier League | 16    | 0      |

## Kariera reprezentacyjna
W reprezentacji Malty Chetcuti zadebiutował 30 marca 1994 roku w przegranym 1:2 towarzyskim meczu ze Słowacją, rozegranym w Ta’ Qali. W swojej karierze grał między innymi w: eliminacjach do MŚ 1998, Euro 2000, MŚ 2002 i Euro 2004. Od 1994 do 2005 roku rozegrał w kadrze narodowej 69 meczów.